# HMH-772
772ème Escadron d'hélicoptères lourds (USMC)
Le Marine Heavy Helicopter Squadron 772 (ou HMH-772) est un escadron d'hélicoptère de transport  du Corps des Marines des États-Unis composé d'hélicoptères CH-53E Super Stallion. L'escadron, connu sous le nom de "The Hustlers" est basé à la Joint Base McGuire-Dix-Lakehurst, dans le New Jersey. Il est sous le commandement du Marine Aircraft Group 49 (MAG-49) et de la 4th Marine Aircraft Wing (4th MAW). Le code de queue de l'escadron est "MT".

## Mission
Assurer le transport de soutien d'assaut des troupes de combat, des fournitures et de l'équipement lors d'opérations expéditionnaires, interarmées ou combinées à l'appui des opérations de la Force tactique terrestre et aérienne des Marines.

## Historique

### Origine

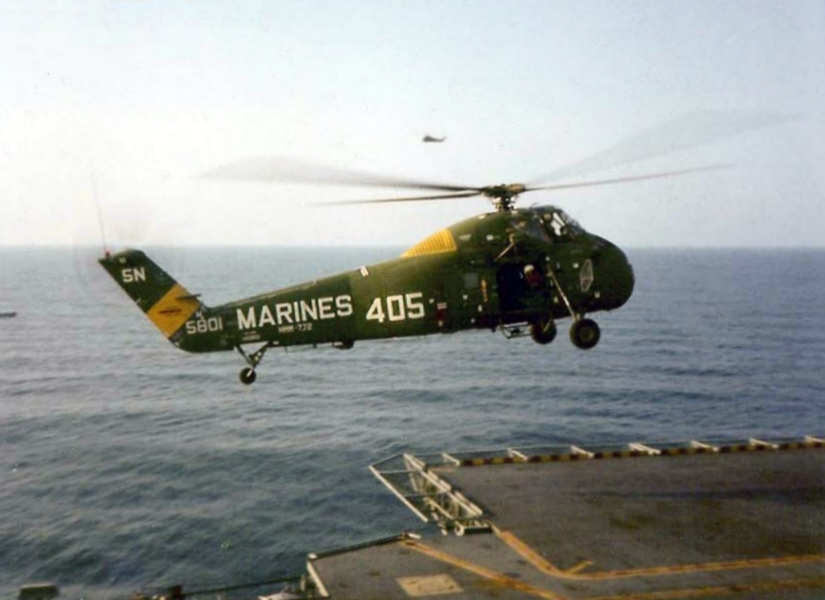
Seahorse du HMM-772

Le Helicopter Transport Squadron 772 (HMR-772) a été activé le 15 avril 1958 au Marine Air Reserve Training Command, à Willow Grove, en Pennsylvanie, dans le cadre de l'United States Marine Corps Reserve. L'escadron a été renommé le 1er avril 1962 sous le nom de Marine Medium Helicopter Squadron 772 (HMM-772) et réaffecté en février 1965 au Marine Aircraft Group 43 (en) (MAG-43) sous la 4th Marine Aircraft Wing.

### Guerre du Vietnam
En 1970, l'escadron a déménagé du NAS Willow Grove au NAS Lakehurst, dans le New Jersey. En 1971, le HMH-772 est passé à l'hélicoptère CH-53A Sea Stallion, plus performant. Redésigné Marine Heavy Helicopter Squadron 772, l'escadron est retourné au NAS Willow Grove en 1972 et a rejoint le MAG-49.
En janvier 1986, l'escadron a été invité à soutenir l'effort de recherche et sauvetage à la suite de l'accident de la navette spatiale Challenger.

### Guerre du Golfe

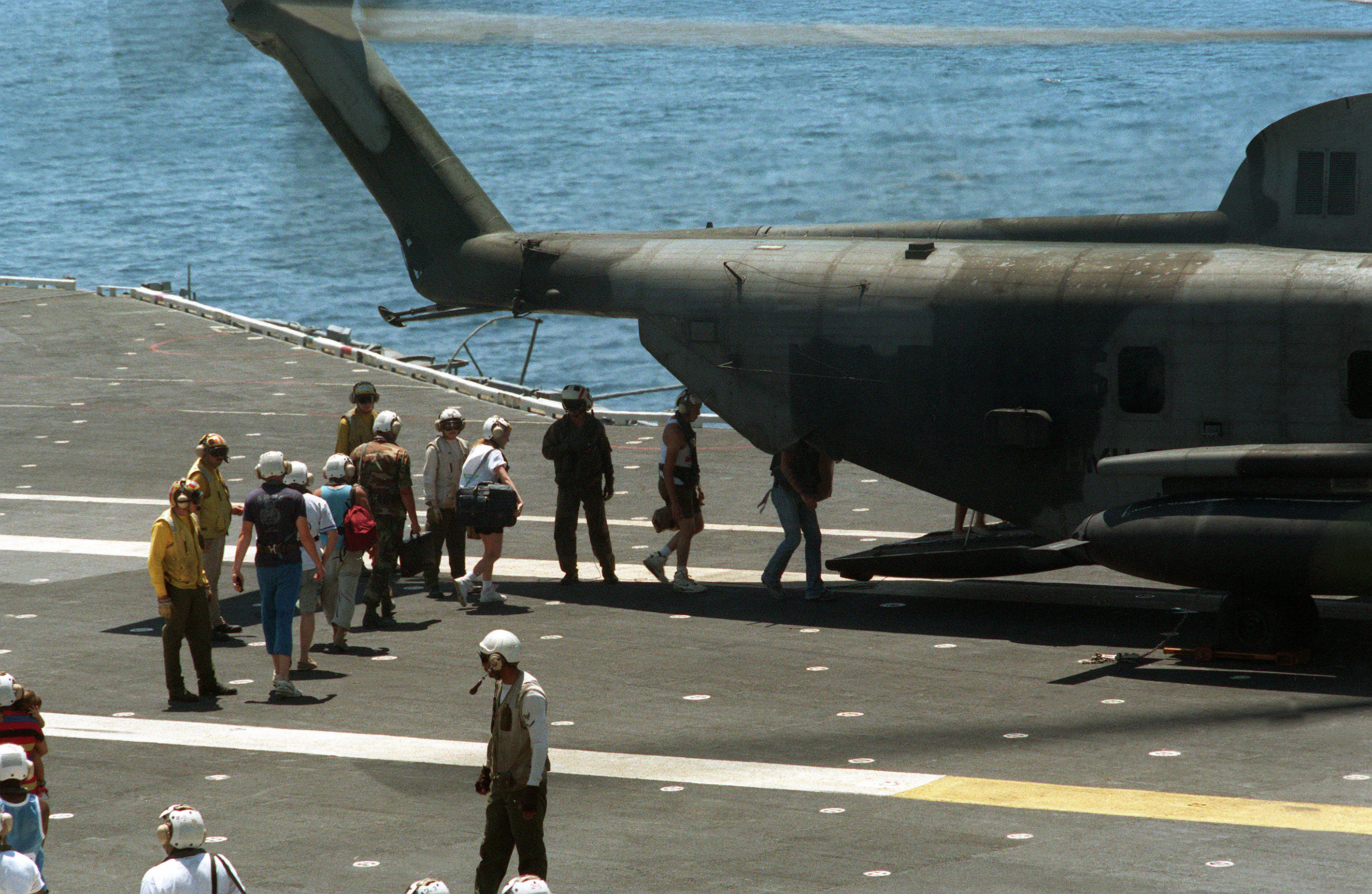
HMH-772 durant Operation Fiery Vigil

En 1991, l'escadron a été mobilisé à l'appui de l'Opération Tempête du désert.  D'Okinawa, l'escadron s'est embarqué à bord de l'USS Midway (CV-41)et a fourni un soutien à l'Operation Fiery Vigil (en), qui était l'évacuation du personnel de la République des Philippines après l'éruption du volcan Pinatubo. L'escadron a également fourni un soutien à l'Opération Sea Angel les opérations de secours humanitaire au Bangladesh. Pour ces actions, le HMH-772 a reçu une Meritorious Unit Commendation.

### Guerre contre le terrorisme

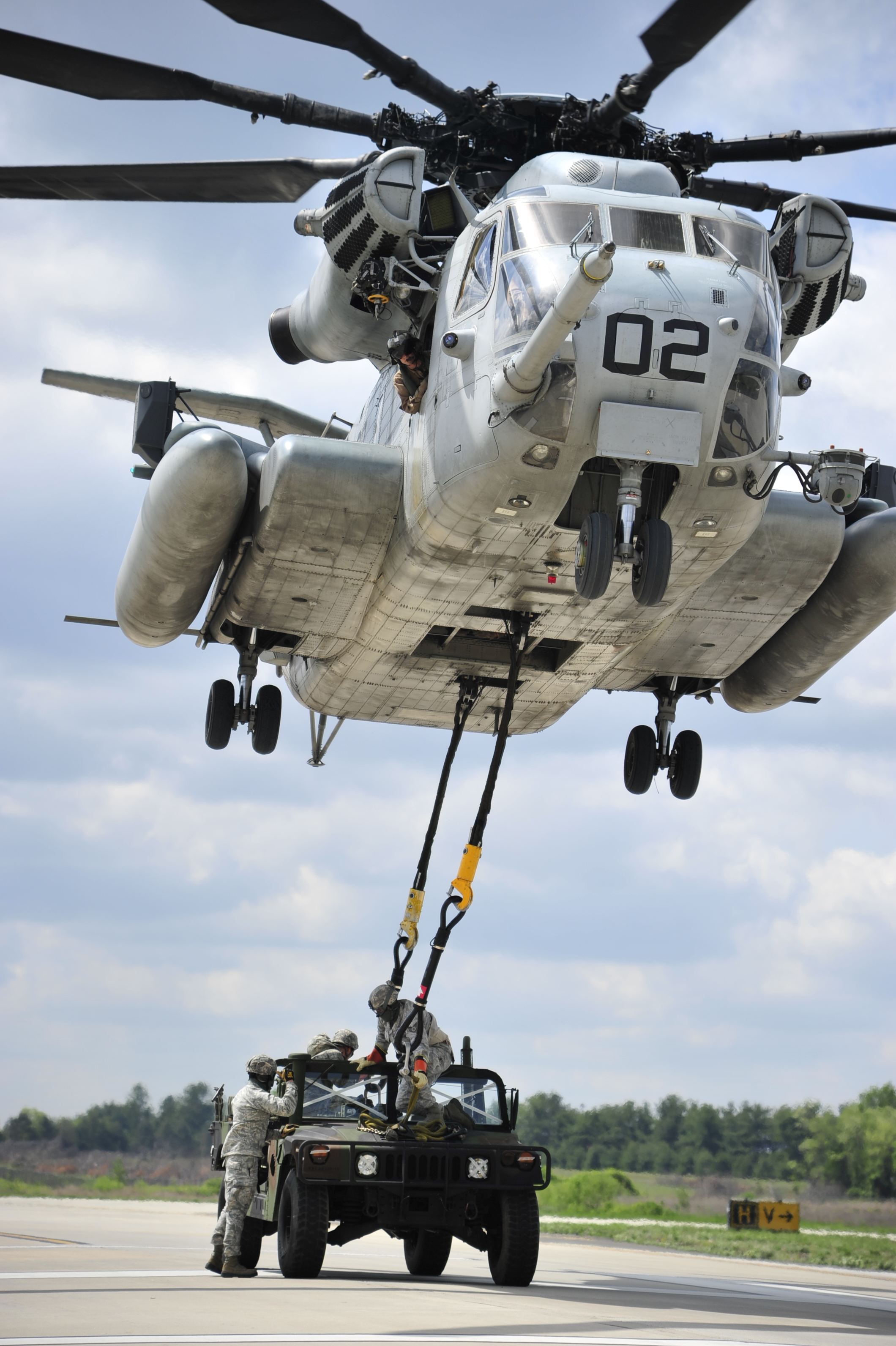
Super Stallion du HMH-772 soulevant un véhicule (2012)

- 2001 - Opération Noble Eagle à la suite des attentats du 11 septembre 2001
- 2001 - Opération Enduring Freedom avec le HMM-263 (guerre d'Afghanistan)
- 2002 - Soutien de transport lourd au Kosovo.
- 2002 - Operation Enduring Freedom – Horn of Africa (en) (CJTF-HOA).  soutien à la *2002 - Soutien à la Task Force Tarawa et au I Marine Expeditionary Force lors de l'Opération Iraqi Freedom.
- Mars 2009 - Opération Enduring Freedom basé à l'Aéroport international de Kandahar
- Juillet 2009 - Opération Strike of the Sword : Il a été la première unité à transporter l'obusier M777 du Marine Corps au combat.